# الورد (ویرجینیای غربی)
الورد، غرب ویرجینیا (به انگلیسی: Alvord, West Virginia) یک منطقهٔ مسکونی در ایالات متحده آمریکا است که در ویرجینیای غربی واقع شده‌است.

## خصوصیات
الورد ۲۳۸٫۰۵ متر بالاتر از سطح دریا واقع شده‌است.